# Heinonen
Heinonen ist ein finnischer Familienname, gebildet aus dem u. a. finnischen männlichen Vornamen Heino und dem häufigen Nachnamenssuffix -nen.

## Namensträger
- Adam Heinonen (* 2002), schwedischer Tennisspieler
- Eero Heinonen (* 1979), finnischer Musiker, Bassist der Alternative-Rock-Band The Rasmus
- Juha Heinonen (1960–2007), finnischer Mathematiker
- Kari Heinonen (* 1958), finnischer Skispringer
- Mika Heinonen (* 1964), finnischer Badmintonspieler
- Olli Heinonen (* 1937), finnischer Fußballspieler
- Raimo Heinonen (* 1935), finnischer Geräteturner
- Veikko Heinonen (1934–2015), finnischer Skispringer